# Dave Sampson
David Sampson (9 de enero de 1941 - 5 de marzo de 2014) fue una cantante de rock inglés.

## Biografía
David John Bernard Sampson nació en Uttoxeter, Staffordshire, Inglaterra.
Él tenía un hit en Reino Unido en mayo de 1960 con su banda de acompañamiento, The Hunters, con "Sweet Dreams", que alcanzó el puesto número 29 en la lista de singles del Reino Unido. "Sweet Dreams", fue lanzado en el sello Columbia Records, y pasó seis semanas en la lista.
Su primera grabación fue siempre un demo de cuatro sintonía EP con Steve Laine, después del Liverpool Five. Ambos eran cantantes en el EP con una banda de acompañamiento que nunca fue nombrada, pero incluyó Don Groom en la batería, John Milner en el bajo y Tony Haslett en la guitarra. 
Sampson falleció en marzo de 2014, a los 73 años de edad.

## Discografía

### Singles
- "Sweet Dreams"[2] / "It's Lonesome" (con The Hunters) - Columbia 1960
- "See You Around" / "If You Need Me" (con The Hunters) - Columbia 1960
- "Why The Chicken?"[2] / "1999" (con The Hunters) - Columbia 1961
- "Easy To Dream" / "That's All" (con The Hunters) - Columbia 1961
- "Wide, Wide World" / "Since Sandy Moved Away" (solo) - Fontana 1962